# Szolnok nemzetség
A Szolnok nemzetség törzsökös Nógrád vármegyei nemzetség volt, melynek őse a Salamon és I. Géza idejében 1063 körül élt Szaonok, Géza herceg tanácsadója lehetett.   ősi birtoka a vármegye déli csúcsában, a Szirák, Egyházasdengeleg és Palotás szomszédságában fekvő Kisbágyon falu volt.

## Története
A Szolnok nemzetség a Tisza-Zagyva melléken volt birtokos. Tagjai a 13. században tűntek fel Nógrád vármegyében. birtokaik közé tartozott a 12. század elejéig Bercel, Kisbágyon, Nagykökényes és Tiszazug északi része is. A nemzetség tagjai 1260-ban osztoztak meg kisbágyoni birtokukon. 
A 14. század elejére a nemzetség már erősen elszaporodott, majd 1309-ben Kisbágyon egy része is idegen kézre került. 
A nemzetség további sorsa ismeretlen, valószínű, hogy a Szolnok nemzetség az Árpádok trónviszályaiban valamikor rossz oldalra állhatott, ezért birtokaik zömét később elkobozták.